# Jean Lumière
Pour les articles homonymes, voir Lumière (homonymie).
Jean Louis Fernand Anezin dit Jean Lumière, né le 20 août 1895 dans le 8e arrondissement de Marseille et mort le 2 avril 1979 dans le 8e arrondissement de Paris, est un chanteur français.

## Biographie
De son vrai nom Jean Anezin, il naît dans une famille de négociants amateurs de musique. Premier prix de comédie et de tragédie au conservatoire de Marseille, il envisage d'abord une carrière d'acteur puis commence à chanter à Nice et à Marseille. À la suite d'une rencontre avec la chanteuse Esther Lekain, il fait ses débuts en 1930 à Paris au théâtre de l'Européen. C'est Esther Lekain qui lui choisit son pseudonyme : « Votre voix est claire, vous êtes du Midi, vous vous appellerez Jean Lumière ».
En 1934, il connaît un énorme succès avec la romance de Paul Delmet et Charles Fallot, La petite église, et obtient le Grand Prix du disque. Il poursuit dès lors une brillante carrière de chanteur de charme en France puis, après la Seconde Guerre mondiale, dans de nombreux pays étrangers (Europe, Amérique du Nord et du Sud, Moyen et Proche-Orient). Il est notamment le premier interprète de la version française de la chanson tirée du long métrage d'animation Pinocchio des studios Disney sorti en 1946 : Quand on prie la bonne étoile (When You Wish upon a Star).
Longtemps considéré comme possédant la « meilleure voix radiophonique », Jean Lumière quitte la scène en 1960 pour devenir professeur de chant. Il compte parmi ses élèves Marcel Amont, Gloria Lasso, Cora Vaucaire, Diane Dufresne, Mireille Mathieu.
Il est inhumé au cimetière de Gémenos (Bouches-du-Rhône).

## Principales interprétations
- Visite à Ninon (Gaston Maquis)

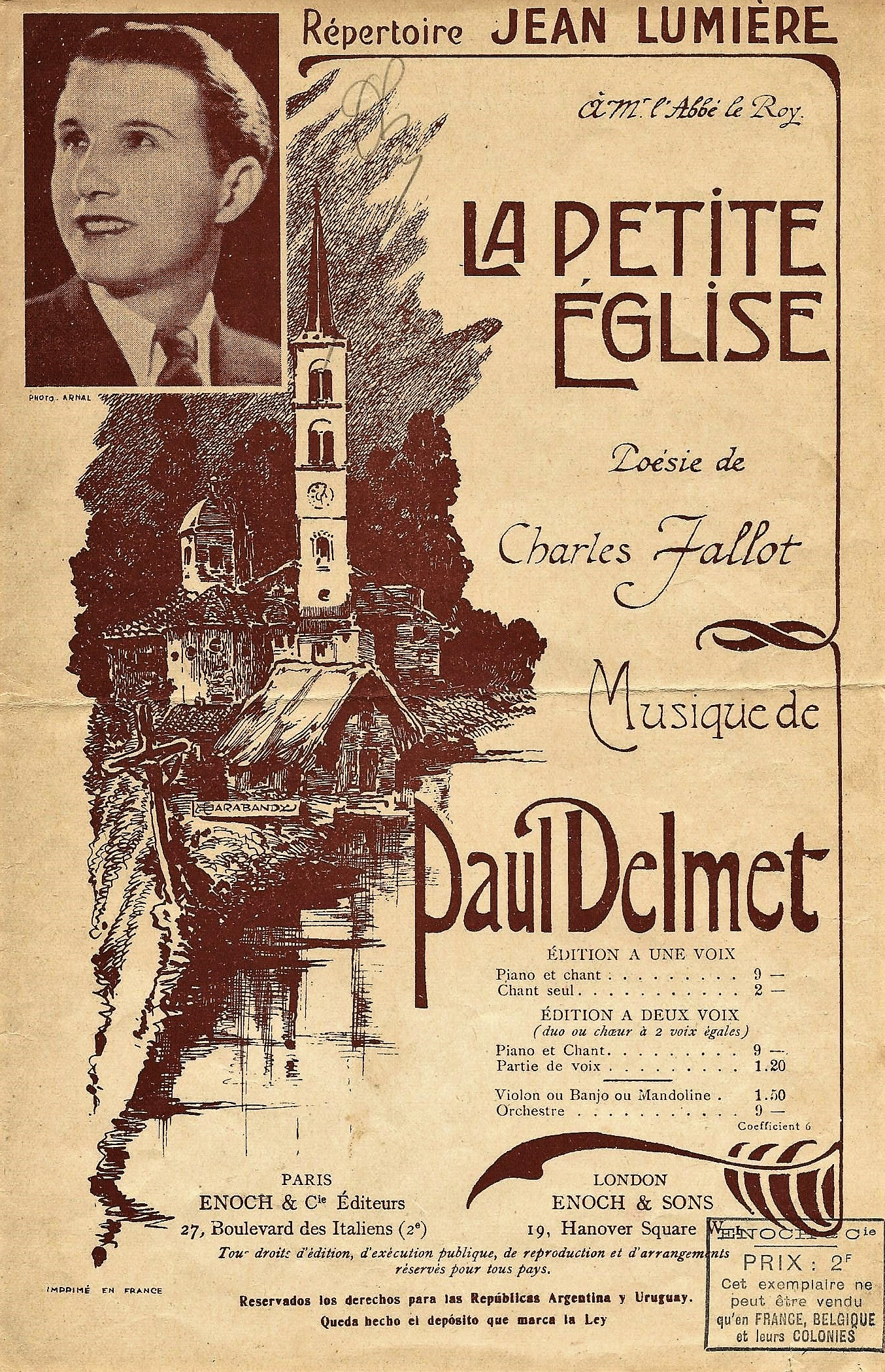

- Chanson d'automne (Maurice Rollinat)
- Un amour comme le nôtre (Charles Borel-Clerc, Alex Farel)
- Maman
- Le Chaland qui passe
- Le Tango chinois
- Sérénade indochinoise
- Tout simplement [6]
- Un tango langoureux (Charlys et Montho / Mateo, Decker)
- Les Roses de Picardie (1962)[7]
- La valse au village
- La petite église (Paul Delmet, Charles Fallot)
- Ah ! c'qu'on s'aimait ! (Lucien Boyer, Paul Marinier)[8]